# Henxel
Henxel is een buurtschap in de gemeente Winterswijk, in de Achterhoek in de Nederlandse provincie Gelderland. Henxel had op 1 januari 2019 292 inwoners op een oppervlakte van 17 km². Henxel ligt ten noordoosten van de plaats Winterswijk, grenst in het westen en in het noorden aan Huppel, in het oosten aan Ratum en in het zuiden aan de buurtschap Vosseveld. Henxel grenst niet aan Duitsland.
In het verleden leefden de bewoners vooral van de landbouw maar tegenwoordig hebben veel boerderijen hun agrarische functie verloren. De buurtschap krijgt zo ook een functie als landelijk woongebied. Henxel bezit enkele bijzondere natuurgebieden, zoals Dottinkrade en Gossink, en de oude korenspieker Kössink.
Het landschap rond Henxel wordt gekarakteriseerd door langwerpige dekzandruggen die evenwijdig lopen aan de natuurlijke laagten in het gebied. Door een dik bouwlanddek steken sommige delen van de ruggen wel drie meter boven de omgeving uit. Deze dekzandruggen zijn ontstaan in de laatste ijstijd, het Weichselien. Nabijgelegen beken zijn in de middeleeuwen verlegd om een aantal gebieden beter te ontwateren. De huidige loop van de Willinkbeek is bijvoorbeeld door een dekzandrug heen gegraven, waardoor er langs de beek steilere hellingen voorkomen dan men doorgaans bij deze reliëfvormen aantreft.
Nabij de samenloop van de Willinkbeek en de Ratumse Beek ligt Wieskamp, een klein gebied in de buurtschap. 

## Voorzieningen
Henxel heeft een kleine christelijke basisschool de Emmaschool, die ook leerlingen trekt uit omliggende buurtschappen en tevens uit Winterswijk. Voor overige voorzieningen is men aangewezen op de omliggende plaatsen. Henxel kent verder enkele campings, een golfbaan en een wijngaard.